# Final Fantasy Dimensions
Final Fantasy Dimensions,  в Японии также известная как Final Fantasy Legends: Hikari to Yami no Senshi (яп. ファイナルファンタジー レジェンズ 光と闇の戦士 файнару фантадзи: рэдзэндзу хикари то ями но сэнси, «Легенды последней фантазии: Воины света и тьмы») — японская ролевая игра для мобильных телефонов, разработанная студией Matrix Software и выпущенная в 2010 году в Японии компанией Square Enix. По аналогии с выпущенной ранее Final Fantasy IV: The After Years игра разделена на несколько отдельных загружаемых эпизодов, первые из них стали доступными 6 сентября в сервисе i-mode, 9 декабря появилась версия для аппаратов компании au. 31 августа игра была портирована на смартфоны с операционными система iOS и Android. Версия для iOS была переведена на английский, французский и китайский языки.

## Геймплей
Final Fantasy Legends отображает происходящее в двухмерной спрайтовой графике, геймплей основан на системе смены профессий, схожей с аналогичной системой из Final Fantasy V, профессии доступны с самого начала для всех восьми персонажей, среди них фрилансер, воин, монах, вор, красный маг, чёрный маг, белый маг и призыватель. Каждый пройденный эпизод добавляет в набор ещё одну новую профессию, в частности, для воинов света это драгун и бард, а для воинов тьмы — рейнджер и тёмный рыцарь. Бои осуществляются традиционным для «Последней фантазии» способом — с помощью системы Active Time Battle (ATB), где пошаговые ходы смешаны с действом в реальном времени.

## Сюжет
В центре сюжета огромная империя под названием Авалон, которая пребывает в плачевном состоянии после прошедшей давным-давно великой мировой войны. В настоящем времени происходит встреча двух отрядов, один из них прибыл из небольшой миролюбивой страны, тогда как другой — на воздушном корабле прилетел с севера и представляет интересы суровой северной страны, затерянной высоко в горах. В момент встречи волшебные кристаллы развеивают по миру лучи света, после чего мир становится поделённым на свет и тьму. Повествование описывает приключения двух этих отрядов, «воинами света» руководит мальчик по имени Сол, «воинами тьмы» командует другой мальчик — Накт.

## Разработка
Игра разрабатывалась той же командой разработчиков, что и Final Fantasy IV: The After Years. Руководителем проекта выступил геймдизайнер Тосио Акияма, продюсирование осуществил ветеран Square Такаси Токита, музыку для саундтрека сочинил композитор Наоси Мидзута. Не следует путать эту игру с выходившей в 1989 году The Final Fantasy Legend, они хоть и создавались одной компанией, кроме схожего названия не имеют практически ничего общего.

## Отзывы
| Сводный рейтинг    | Сводный рейтинг |
| Агрегатор          | Оценка          |
| ------------------ | --------------- |
| GameRankings       | 74 %            |
| Metacritic         | 78/100          |
| Иноязычные издания |                 |
| Издание            | Оценка          |
| Game Informer      | 7,50            |
| IGN                | 8,0 of 10       |
| Slide to Play      | 4 of 4          |
| TouchArcade        | [ 10 ]          |
| RPGFan             | 80 %            |
| Touchgen           | 2,5 of 5        |
| GTM                | 7,6/10          |

Игра получила положительные отзывы на мобильных платформах.